# Phyllis Howkins
Phyllis Lindrea Howkins (née le 22 mars 1895 — décédée le 28 octobre 1982) est une joueuse de tennis britannique des années 1920. Elle est aussi connue sous son nom de femme mariée, Phyllis Howkins-Covell.
En 1924, associée à Kathleen McKane Godfree, elle a décroché la médaille d'argent en double dames aux Jeux olympiques de Paris, un an après que la paire se fut imposée à l'US Women's National Championship.

## Palmarès (partiel)

### Titre en double dames
| No | Date       | Nom et lieu du tournoi                 | Catégorie | Surface      | Partenaire   | Finalistes                   | Score         |          |
| -- | ---------- | -------------------------------------- | --------- | ------------ | ------------ | ---------------------------- | ------------- | -------- |
| 1  | 13/08/1923 | US National Championships Forest Hills | G. Chelem | Gazon (ext.) | Kitty McKane | Hazel Hotchkiss Eleanor Goss | 2-6, 6-2, 6-1 | Parcours |

### Finales en double dames
| No | Date       | Nom et lieu du tournoi                 | Catégorie     | Surface      | Vainqueures                    | Partenaire       | Score         |          |
| -- | ---------- | -------------------------------------- | ------------- | ------------ | ------------------------------ | ---------------- | ------------- | -------- |
| 1  | 23/06/1924 | The Championships Wimbledon            | G. Chelem     | Gazon (ext.) | Hazel Hotchkiss Helen Wills    | Kitty McKane     | 6-4, 6-4      | Parcours |
| 2  | 13/07/1924 | Jeux olympiques d'été Paris            | J. olympiques | Terre (ext.) | Helen Wills · Hazel Hotchkiss  | Kitty McKane     | 7-5, 8-6      | Parcours |
| 3  | 24/06/1929 | The Championships Wimbledon            | G. Chelem     | Gazon (ext.) | Peggy Saunders Phoebe Holcroft | Dorothy Shepherd | 6-4, 8-6      | Parcours |
| 4  | 19/08/1929 | US National Championships Forest Hills | G. Chelem     | Gazon (ext.) | Phoebe Holcroft Peggy Saunders | Dorothy Shepherd | 2-6, 6-3, 6-4 | Parcours |

### Finales en double mixte
| No | Date       | Nom et lieu du tournoi                 | Catégorie | Surface      | Vainqueures                    | Partenaire   | Score    |          |
| -- | ---------- | -------------------------------------- | --------- | ------------ | ------------------------------ | ------------ | -------- | -------- |
| 1  | 20/06/1921 | The Championships Wimbledon            | G. Chelem | Gazon (ext.) | Elizabeth Ryan Randolph Lycett | Max Woosnam  | 6-3, 6-1 |          |
| 2  | 19/08/1929 | US National Championships Forest Hills | G. Chelem | Gazon (ext.) | Betty Nuthall George Lott      | Henry Austin | 6-3, 6-3 | Parcours |

## Parcours en Grand Chelem (partiel)
Si l’expression « Grand Chelem » désigne classiquement les quatre tournois les plus importants de l’histoire du tennis, elle n'est utilisée pour la première fois qu'en 1933, et n'acquiert la plénitude de son sens que peu à peu à partir des années 1950.

### En simple dames
| Année | Championnat d'Australasie Championnat d'Australie | Championnat d'Australasie Championnat d'Australie | Championnat de France Internationaux de France | Championnat de France Internationaux de France | Wimbledon       | Wimbledon       | US National | US National |
| ----- | ------------------------------------------------- | ------------------------------------------------- | ---------------------------------------------- | ---------------------------------------------- | --------------- | --------------- | ----------- | ----------- |
| 1923  | -                                                 | -                                                 | -                                              | -                                              | 3e tour (1/16)  | Suzanne Lenglen | -           | -           |
| 1924  | -                                                 | -                                                 | -                                              | -                                              | 3e tour (1/8)   | Elizabeth Ryan  | -           | -           |
| 1927  | -                                                 | -                                                 | -                                              | -                                              | 3e tour (1/16)  | Cornelia Bouman | -           | -           |
| 1928  | -                                                 | -                                                 | -                                              | -                                              | 2e tour (1/32)  | Lilí Álvarez    | -           | -           |
| 1929  | -                                                 | -                                                 | -                                              | -                                              | 4e tour (1/8)   | Bobbie Heine    | -           | -           |
| 1932  | -                                                 | -                                                 | -                                              | -                                              | 2e tour (1/32)  | Helen Jacobs    | -           | -           |
| 1933  | -                                                 | -                                                 | -                                              | -                                              | 1er tour (1/64) | Kay Stammers    | -           | -           |

À droite du résultat, l’ultime adversaire.

### En double dames
| Année | Championnat d'Australasie Championnat d'Australie | Championnat d'Australasie Championnat d'Australie | Championnat de France Internationaux de France | Championnat de France Internationaux de France | Wimbledon                   | Wimbledon                  | US National           | US National               |
| ----- | ------------------------------------------------- | ------------------------------------------------- | ---------------------------------------------- | ---------------------------------------------- | --------------------------- | -------------------------- | --------------------- | ------------------------- |
| 1923  | -                                                 | -                                                 | -                                              | -                                              | -                           | -                          | Victoire Kitty McKane | H. Hotchkiss Eleanor Goss |
| 1924  | -                                                 | -                                                 | -                                              | -                                              | Finale Kitty McKane         | H. Hotchkiss Helen Wills   | -                     | -                         |
| 1928  | -                                                 | -                                                 | -                                              | -                                              | 1/4 de finale D. Shepherd   | E. Bennett E. Harvey       | -                     | -                         |
| 1929  | -                                                 | -                                                 | -                                              | -                                              | Finale D. Shepherd          | P. Saunders P. Holcroft    | Finale D. Shepherd    | P. Holcroft P. Saunders   |
| 1932  | -                                                 | -                                                 | -                                              | -                                              | 1/4 de finale Billie Yorke  | Doris Metaxa Josane Sigart | -                     | -                         |
| 1933  | -                                                 | -                                                 | -                                              | -                                              | 1er tour (1/32) D. Shepherd | E. Bennett Betty Nuthall   | -                     | -                         |
| 1934  | -                                                 | -                                                 | -                                              | -                                              | 3e tour (1/8) D. Shepherd   | E. Dearman Nancy Lyle      | -                     | -                         |

Sous le résultat, la partenaire ; à droite, l’ultime équipe adverse.

### En double mixte
| Année | Championnat d'Australasie Championnat d'Australie | Championnat d'Australasie Championnat d'Australie | Championnat de France Internationaux de France | Championnat de France Internationaux de France | Wimbledon          | Wimbledon         | US National         | US National               |
| ----- | ------------------------------------------------- | ------------------------------------------------- | ---------------------------------------------- | ---------------------------------------------- | ------------------ | ----------------- | ------------------- | ------------------------- |
| 1921  | -                                                 | -                                                 | -                                              | -                                              | Finale Max Woosnam | E. Ryan R. Lycett | -                   | -                         |
| 1929  | -                                                 | -                                                 | -                                              | -                                              | -                  | -                 | Finale Henry Austin | Betty Nuthall George Lott |

Sous le résultat, le partenaire ; à droite, l’ultime équipe adverse.

## Parcours aux Jeux olympiques

### En simple dames
| # | Date       | Nom de l'olympiade           | Surface      | Résultat      | Ultime adversaire | Score         |          |
| - | ---------- | ---------------------------- | ------------ | ------------- | ----------------- | ------------- | -------- |
| 1 | 13/07/1924 | Jeux olympiques d'été, Paris | Terre (ext.) | 3e tour (1/8) | Germaine Golding  | 6-3, 3-6, 6-2 | Parcours |

### En double dames
| # | Date       | Nom de l'olympiade          | Surface      | Résultat | Partenaire   | Ultimes adversaires           | Score    |          |
| - | ---------- | --------------------------- | ------------ | -------- | ------------ | ----------------------------- | -------- | -------- |
| 1 | 13/07/1924 | Jeux olympiques d'été Paris | Terre (ext.) | Argent   | Kitty McKane | Helen Wills · Hazel Hotchkiss | 7-5, 8-6 | Parcours |

### En double mixte
| # | Date       | Nom de l'olympiade          | Surface      | Résultat      | Partenaire     | Ultimes adversaires            | Score    |          |
| - | ---------- | --------------------------- | ------------ | ------------- | -------------- | ------------------------------ | -------- | -------- |
| 1 | 13/07/1924 | Jeux olympiques d'été Paris | Terre (ext.) | 1/4 de finale | Leslie Godfree | Hendrik Timmer Cornelia Bouman | 6-1, 7-5 | Parcours |